# Mount Vernon (Ohio)
Pour les articles homonymes, voir Mount Vernon (homonymie).
La ville de Mount Vernon est le siège du comté de Knox, situé dans l'État de l'Ohio, aux États-Unis.